# Landpomeranze
Der Begriff Landpomeranze stammt aus dem frühen 19. Jahrhundert und ist ein Kunstbegriff.

## Herkunft und Bedeutung
Der Begriff steht im Zusammenhang mit der Südfrucht Pomeranze (Bitterorange). Er gilt als studentische Wortschöpfung aus Süddeutschland in der Biedermeierzeit, als Bezeichnung für junge Mädchen „vom Land“, die unbedarft waren und deren Wangen die frische, rötlich leuchtende Farbe von Pomeranzen hatten. Später wurde die Verwendung des Begriffs ausgeweitet auf eine Frau mit ungewandtem Benehmen und ohne Kenntnis von Anstandsregeln.
Die aktuelle literarische Verwendung in der Neuzeit ist in Helene Wolfs Hilfe, wir sind umsingelt: Abrechnung mit einer wunderlichen Spezies aus dem Jahr 2013 bekannt:

„[…] Dafür muss man als Paarfreundin öfter mal die ängstliche Landpomeranze begleiten. Ist doch viel schöner zu zweit, behauptete Singlefreundin Lotte, als sie mich darum bat, ihr auf dem Weg zum Finanzamt Gesellschaft zu leisten. Später gab sie zu, dass sie wegen der Umbauarbeiten vor Ort nicht dastehen wollte wie eine glotzende Kuh auf der Weide, und zu zweit, da kann man wenigstens so tun, als fände man seinen Weg so en Passant […]“

Der Begriff wird inzwischen geschlechtsneutral auch für Männer mit ländlich-provinziellem Hintergrund verwendet.